# 온라인 소설
온라인 소설은 인터넷이나 PC 통신에서 공개되는 소설이다. 인터넷 소설, 웹 소설, 사이버 소설 등으로 불린다. 인기 작가의 작품이 대부분을 차지하고 일반적으로 무료로 볼 수 있다. 온라인 소설을 쓰는 작가를 인터넷 작가라고 부른다.

## 설명
웹 소설은 주로 또는 인터넷에서만 볼 수 있는 문학 작품이다. 웹 소설의 일반적인 유형은 웹 연재물이다. 이 용어는 한때 신문과 잡지에 정기적으로 게재되었던 오래된 연재 스토리에서 유래되었다.
대부분의 현대 서적과 달리 웹 소설 작품은 전체적으로 출판되지 않는 경우가 많다. 대신, 출판된 편집물과 선집은 알려지지 않았지만, 완성되는 대로 분할 또는 장별로 인터넷에 출시된다. 웹 연재물 형식은 팬 픽션 카테고리에서 지배적이다. 연재물을 작성하는 데는 전자책보다 덜 전문적인 소프트웨어가 필요하고 종종 시간도 덜 걸리기 때문이다.
웹 기반 소설은 캐릭터의 일지 항목과 청중과의 상호 작용을 통해 전달되는 이야기인 매우 인기 있는 더 스팟(The Spot, 1995~1997)을 포함하여 월드 와이드 웹의 초기 시대로 거슬러 올라간다. 더 스팟은 펀데일(Ferndale)과 이스트 빌리지(East Village)를 포함하여 많은 유사한 사이트를 생성했지만 성공하지 못했고 오래 가지 못했다. 이러한 초기 벤처의 대부분은 더 이상 존재하지 않는다.
2008년부터 웹 소설이 인기를 끌기 시작했다. 그 결과 아마도 더 많은 웹 연재물 팬들이 자신만의 작품을 만들기로 결정하고 형식을 더욱 전파하여 진지하고 독창적인 작품의 수가 빠르게 증가하게 되었다. 일부 연재물은 클릭 가능한 지도, 팝업 캐릭터 약력, 태그별 게시물 정렬, 비디오 등 일반 책에서는 불가능한 내용을 포함하기 위해 미디어 형식을 활용한다.
웹 소설은 중국에서 큰 인기를 끌었으며, 매출은 25억 달러에 달한다.

## 같이 보기
- 전자 출판
- 하이퍼텍스트 문학
- 휴대전화 소설
- 인터랙티브 픽션
- 블룩